# Hertz Dias

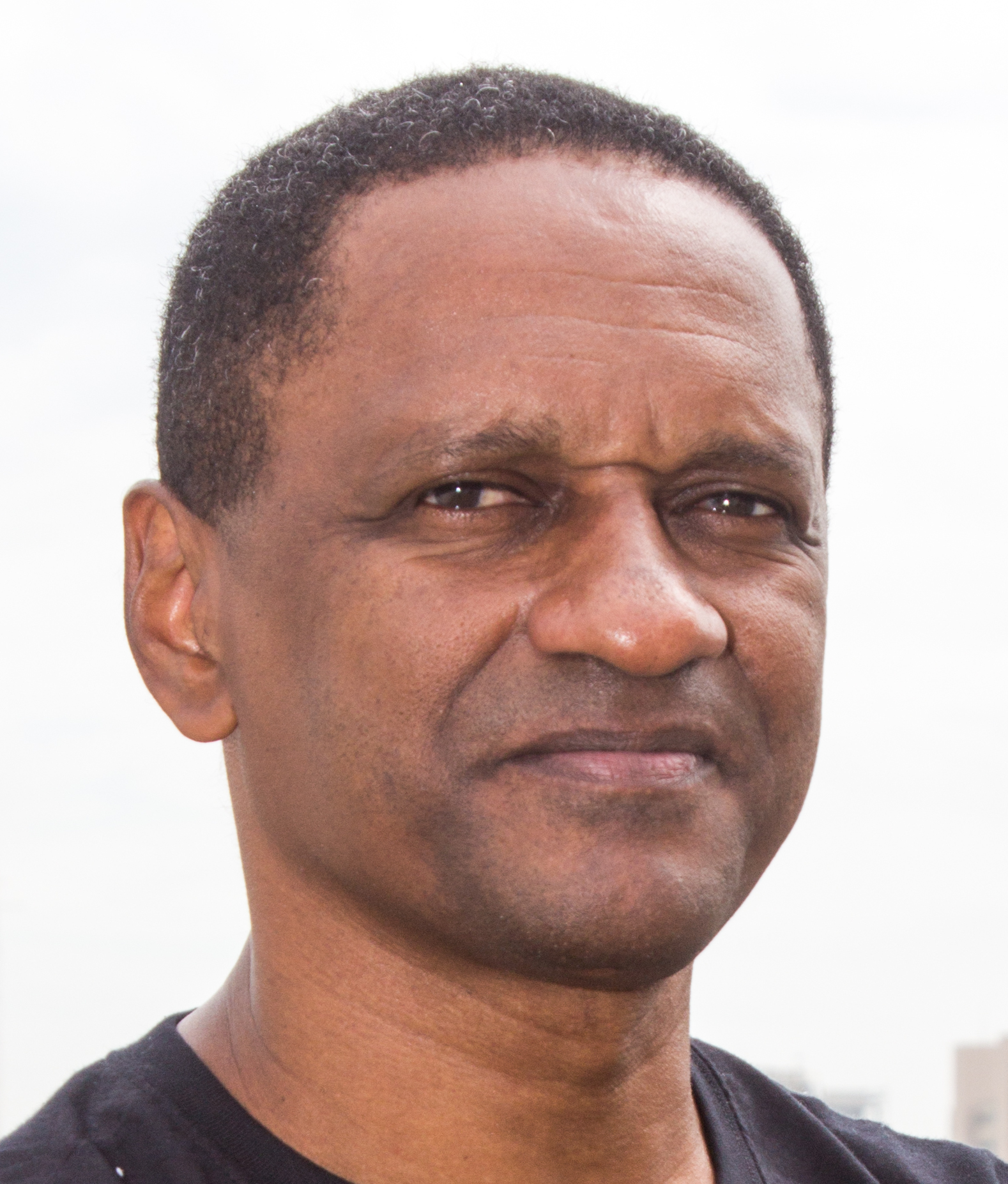
Hertz Dias (2018)

Hertz da Conceição Dias (* 20. Oktober 1970 in São José de Ribamar) ist ein brasilianischer Pädagoge, Politiker, Aktivist und war nominierter Vizepräsidentschaftskandidat der Wahlen in Brasilien 2018 für den Partido Socialista dos Trabalhadores Unificado (PSTU).

## Leben
Der im Bundesstaat Maranhão geborene Afrobrasilianer ist nach einem Geschichtsstudium und dem Magister in Pädagogik im öffentlichen Dienst als Grundschullehrer tätig. Hertz Dias ist seit rund 30 Jahren in der Schwarzenbewegung aktiv und gründete den Movimento Quilombo Urbano do Maranhão. Zusätzlich ist er Koordinator des Movimento Hip Hop Militante ‚Quilombo Brasil‘.
Politisch gehört Dias dem linksextremen Spektrum an. 2010 war er erfolglos als Kandidat zum Vizegouverneur seines Heimatstaates aufgestellt worden. Für die Präsidentschaftswahl in Brasilien 2018 ist er als Vizepräsidentschaftskandidat für die ebenfalls dem PSTU angehörende Vera Lúcia Salgado nominiert worden.